# Anastácio (jurista)
Anastácio (em latim: Anastasius; em grego: Αναστάσιος) foi um jurista bizantino, ostensivamente da cidade de Dara, que viveu no século V ou VI. Foi descrito como intérprete do compêndio romano de leis conhecido como Digesta. É citado nas tardias Basílicas, nas quais, em uma ocasião, sua opinião é colocada em oposição à de Estêvão de Bizâncio. Além disso, há pouca evidência em seus fragmentos sobreviventes para adivinhar o século em que viveu ou supor que tenha sido contemporâneo do imperador Justiniano I (r. 527–565). O estudioso clássico Wilhelm Otto Reitz considerou-o como contemporâneos e, consequentemente, marcou seu nome com um asterisco na lista de juristas anexada à sua edição de Teófilo. O nome "Anastácio" é tão comum que é difícil identificá-lo com seus homônimos. O estudioso Johann Albert Fabricius sugeriu que fosse o cônsul homônimo em 517 e com o outro homônimo que, de acordo com Procópio de Cesareia, reprimiu uma tentativa de usurpação do poder imperial em Dara e adquiriu grande reputação por sua inteligência.